# Курамыс
Курамыс (каз. Құрамыс) — село в Карасайском районе Алматинской области Казахстана. Входит в состав Карагайлинского сельского округа. Код КАТО — 195243300.

## Население
В 1999 году население села составляло 621 человек (310 мужчин и 311 женщин). По данным переписи 2009 года, в селе проживало 1025 человек (505 мужчин и 520 женщин).